# Phil Edwards
Pour les articles homonymes, voir Edwards.
Dr. Philip Aaron Edwards (né le 23 septembre 1907 à Georgetown - mort le 6 septembre 1971 à Montréal) est un athlète canadien d'origine guyanaise, spécialiste des épreuves de demi-fond. Il a été l'olympien le plus décoré du Canada pendant de nombreuses années. Il a été le tout premier gagnant du trophée Lou Marsh en tant que meilleur athlète du Canada. Il a ensuite servi comme capitaine dans l'armée canadienne, comme médecin et comme expert en maladies tropicales.

## Biographie
Après ses études, Edwards quitte la Guyane britannique et s'installe aux États-Unis. Il s'inscrit à l'Université de New York (NYU) en 1925, où son frère aîné « King » Edward est déjà un étudiant-athlète. Sous la direction de l'entraîneur de la NYU Emil Von Elling, Edwards s'améliore en tant que coureur, en particulier dans les courses de 880 verges ou plus. En 1927, il manque de peu de remporter le titre national américain dans cette épreuve. Deux ans plus tard, il remporte cette fois la course,. 
Bien que les performances d'Edwards à l'Université de New York l'aient clairement établi comme un athlète de calibre olympique, il n'est pas éligible pour concourir pour les États-Unis, n'étant pas citoyen américain. Cependant, en tant que sujet britannique, Edwards est éligible pour concourir pour un autre pays du Commonwealth. En 1927, il est invité par Melville Marks Robinson, directeur de l'équipe olympique canadienne d'athlétisme, à représenter le Canada aux Jeux olympiques d'été de 1928 à Amsterdam. Edwards décroche une médaille de bronze au sein de l'équipe canadienne de relais 4 × 400 mètres. 
Après Amsterdam, Edwards quitte l'Université de New York pour fréquenter l'Université McGill de Montréal en tant qu'étudiant en médecine. Edwards poursuit son association avec Robinson, concourant pour la Guyane britannique dans les tout premiers Jeux de l'Empire britannique, tenus à Hamilton, en Ontario en 1930, qui ont été créés en grande partie grâce aux efforts de Robinson. Il termine cinquième dans l'épreuve de 880 verges ainsi que dans celle du mille. Il représentera une fois de plus la Guyane britannique aux Jeux de l'Empire britannique de 1934 à Londres où il devint le premier homme noir à recevoir une médaille d'or dans ce qui sont maintenant les Jeux du Commonwealth en remportant la course de 880 verges.
À McGill, Edwards est capitaine de l'équipe d'athlétisme universitaire de 1931 à 1936, menant l'équipe à six championnats consécutifs. Au niveau international, il participe aux Jeux olympiques d'été de 1932 à Los Angeles et aux tristement célèbres Jeux olympiques d'été de 1936 à Berlin, où il est l'un des nombreux athlètes noirs, dont le coureur américain Jesse Owens, à courir devant Hitler. Edwards remporte des médailles de bronze en 1932 dans les épreuves de relais 800 mètres, 1500 mètres et 4 × 400 mètres, et en 1936 dans l'épreuve de 800 mètres. Sur le chemin du retour des jeux de 1936, Edwards se voit refuser l'hébergement à l'hôtel de Londres en raison de sa race; l'équipe au complet annule alors son séjour à l'hôtel pour l'accompagner ailleurs. 
Ces cinq médailles de bronze ont fait  de lui pendant longtemps le médaillé olympique le plus prolifique du Canada. Il sera rejoint en 2002 par Marc Gagnon, puis par François-Louis Tremblay et finalement dépassé par Cindy Klassen et Clara Hughes. En athlétisme, il ne sera dépassé qu'en 2021 par Andre De Grasse. Edwards a été parmi les premiers athlètes noirs à remporter une médaille olympique et, avec Ray Lewis, Sam Richardson et Barbara Howard, l'un des rares athlètes noirs à représenter le Canada dans les années 1920 et 1930. Il a reçu le premier trophée Lou Marsh en 1936 en tant que meilleur athlète du Canada. 
Après sa carrière d'athlète, Edwards exerce en tant que médecin spécialiste en maladies tropicales. Il est décédé à la suite de problèmes cardiaques en 1971. 
Phil Edwards a été intronisé au Panthéon des sports canadiens et au Temple de la renommée des sports de l'Université McGill en 1997,  et au Temple de la renommée des sports du Québec en 2005. Un prix annuel créé en son nom, le Phil A Edwards, est décerné chaque année à l'athlète canadien sur piste par excellence, depuis 1972. 

## Jeux olympiques
- Jeux olympiques d'été de 1928 à Amsterdam  Pays-Bas:
  -  Médaille de bronze en relais 4 × 400m.
- Jeux olympiques d'été de 1932 à Los Angeles  États-Unis:
  -  Médaille de bronze sur 800m.
  -  Médaille de bronze sur 1500m.
  -  Médaille de bronze en relais 4 × 400m.
- Jeux olympiques d'été de 1936 à Berlin  Allemagne:
  -  Médaille de bronze sur 800m.